# Jornandes
Jornandes is een geslacht van wantsen uit de familie van de Miridae (Blindwantsen). Het geslacht werd voor het eerst wetenschappelijk beschreven door William Lucas Distant in 1884.

## Soorten
Het genus bevat de volgende soorten:

- Jornandes albipes (Kelton, 1969)
- Jornandes ater Schaffner & Schwartz, 2008
- Jornandes brailovskyi Schaffner & Schwartz, 2008
- Jornandes burserae Schaffner & Schwartz, 2008
- Jornandes ceibae Schaffner & Schwartz, 2008
- Jornandes championi Distant, 1884
- Jornandes crotoni Schaffner & Schwartz, 2008
- Jornandes cruralis Distant, 1893
- Jornandes dissimulans Distant, 1893
- Jornandes genetivus (Distant, 1884)
- Jornandes heliocarpusi Schaffner & Schwartz, 2008
- Jornandes intermedia Distant, 1893
- Jornandes jaredi Schaffner & Schwartz, 2008
- Jornandes lautus Distant, 1893
- Jornandes lynnae Schaffner & Schwartz, 2008
- Jornandes michoacanensis Schaffner & Schwartz, 2008
- Jornandes mimosae Schaffner & Schwartz, 2008
- Jornandes nathani Schaffner & Schwartz, 2008
- Jornandes nordestina (Carvalho & Wallerstein, 1978)
- Jornandes parvus Distant, 1893
- Jornandes praeustus Distant, 1893
- Jornandes punctatus Distant, 1893
- Jornandes rachelleae Schaffner & Schwartz, 2008
- Jornandes rileyi Schaffner & Schwartz, 2008
- Jornandes robustus Schaffner & Schwartz, 2008
- Jornandes semirasus Distant, 1893
- Jornandes sinaloa (Carvalho, 1987)
- Jornandes sinaloensis (Carvalho & Costa, 1992)
- Jornandes subalbicans Distant, 1893
- Jornandes susanae Schaffner & Schwartz, 2008
- Jornandes tehuacanensis Schaffner & Schwartz, 2008
- Jornandes variabilis Schaffner & Schwartz, 2008
- Jornandes viridulus Schaffner & Schwartz, 2008
- Jornandes vulgaris Distant, 1893
- Jornandes xochilapensis Schaffner & Schwartz, 2008
- Jornandes xochipalensis Schaffner & Schwartz, 2008
- Jornandes zapotecas Schaffner & Schwartz, 2008